# ريتشارد غرين (لاعب كريكت)
ريتشارد غرين (13 مارس 1976 في المملكة المتحدة - ) (بالإنجليزية: Richard Green)‏ هو لاعب كريكت بريطاني.